# Insurrection de Juin en Lituanie
Seconde Guerre mondiale
Batailles
Front de l’Est

Prémices :
- Campagne de Pologne
- Guerre d’Hiver

Guerre germano-soviétique :
- 1941 : L'invasion de l'URSS

- Opération Barbarossa

Front nord : 
- Guerre de Continuation
- Opération Silberfuchs
- Siège de Léningrad

Front central : 
- 2e bataille de Brest-Litovsk
- Bataille de Białystok–Minsk
- 1re bataille de Smolensk
- Bataille de Kiev

Front sud : 
- Siège d'Odessa
- Campagne de Crimée

- 1941-1942 : La contre-offensive soviétique

Front nord : 
- Poche de Demiansk
- Poche de Kholm

Front central : 
- Bataille de Moscou

Front sud : 
- Seconde bataille de Kharkov

- 1942-1943 : De Fall Blau à 3e Kharkov

Front nord : 
- Offensive de Siniavino
- Opération Iskra
- Bataille de Krasny Bor
- Opération Poliarnaïa Zvezda

Front central : 
- Opération Mars

Front sud : 
- Bataille du Caucase (opération Fall Blau)
- Bataille de Stalingrad
- Opération Uranus
- Opération Saturne
- Offensive d'Ostrogojsk-Rossoch
- Offensive de Voronej-Kastornoe
- Opération Gallop
- Opération Étoile
- Troisième bataille de Kharkov

- 1943-1944 : Libération de l'Ukraine et de la Biélorussie

Front central : 
- 2e bataille de Smolensk
- Opération Bagration

Front sud : 
- Bataille de Koursk
- Bataille du Dniepr
- Offensive Dniepr-Carpates
- Offensive de Crimée
- Offensive de Lvov-Sandomir

- 1944-1945 : Campagnes d'Europe centrale et d'Allemagne

Allemagne : 
- Offensive Vistule-Oder
- Offensive de Poméranie orientale
- Siège de Breslau
- Offensive de Prusse-Orientale
- Bataille de Königsberg
- Bataille de Seelow
- Bataille de Bautzen
- Bataille de Berlin
- Capitulation allemande

Front nord et Finlande : 
- Guerre de Laponie
- Offensive Leningrad-Novgorod
- Bataille de Narva

Europe orientale : 
- Opération Margarethe
- Insurrection de Varsovie
- Soulèvement national slovaque
- Opération Panzerfaust
- Bataille de Budapest
- Opération Frühlingserwachen
- Offensive de Vienne
- Insurrection de Prague
- Offensive de Prague
- Bataille de Slivice

Front d’Europe de l’Ouest

Campagnes d'Afrique, du Moyen-Orient et de Méditerranée

Bataille de l’Atlantique

Guerre du Pacifique

Guerre sino-japonaise

Théâtre américain
L'insurrection de juin (lituanien : birželio sukilimas) est une brève période de l’histoire de la Lituanie entre la première occupation soviétique et l’occupation nazie à la fin du mois de juin 1941.
Environ un an auparavant, le 15 juin 1940, l'Armée rouge avait envahi la Lituanie après un ultimatum et la République socialiste soviétique lituanienne, impopulaire auprès de la population, avait rapidement été proclamée. La répression politique et la terreur mise en place par l'occupant réduit au silence tous détracteurs ou opposants et étouffe quelconque résistance. Les administrations de l'État sont liquidées et remplacées par des cadres soviétiques, opérations dans laquelle 75 000 Lituaniens seront déportés ou tués.
Lorsque l'Allemagne nazie attaque l'Union soviétique le 22 juin 1941, un groupe varié de la population lituanienne se soulève contre le régime soviétique et déclare son indépendance en formant un gouvernement provisoire de courte durée.

## La révolte

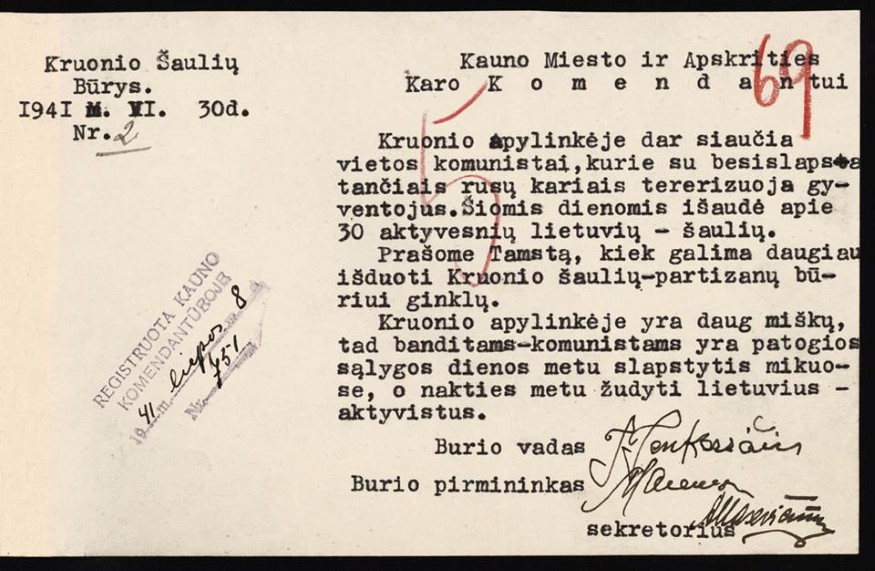
Les rebelles lituaniens de Kruonis demandent plus d'armes pour combattre les communistes. Ils écrivent également que les communistes et les soldats russes terrorisent les habitants et attaquent la nuit après s'être cachés dans les forêts pendant la journée (environ 30 membres actifs de l'Union des fusiliers lituaniens ont déjà été tués).

Deux grandes villes lituaniennes, Kaunas et Vilnius, tombent entre les mains des rebelles avant l’arrivée de la Wehrmacht.

### Kaunas
Ainsi le 22 juin au soir, les Lituaniens contrôlent le palais présidentiel, le bureau de poste, le téléphone et le télégraphe, une station de radio et un radiophone de Kaunas. Deux jours plus tard, des unités de chars de l'Armée rouge qui tentent de reprendre la ville sont bombardées par la Luftwaffe, qui a été contactée par radio par les rebelles lituaniens. Cette action marque la première action coordonnée lituano-allemande de l'insurrection. Les premiers éclaireurs allemands, le lieutenant Flohret et quatre soldats, entrent dans Kaunas le 24 juin et sont accueillis amicalement par les rebelles. Les forces principales accèdent sans entrave à la ville le lendemain, à la limite d'un défilé militaire. Le 26 juin, le commandement militaire allemand ordonne de dissoudre et de désarmer les groupes rebelles, avant de relever de leurs fonctions deux jours plus tard les gardes et les patrouilles lituaniennes. Selon un recensement de juillet, environ 6 000 rebelles organisés en 26 groupes aurait combattu les soviétiques à Kaunas. Les groupes les plus importants comptaient 200 à 250 hommes. Le nombre total de victimes lituaniennes à Kaunas est estimé à 200 morts et 150 blessés.

### Vilnius
À Vilnius, le Front des activistes lituaniens avait été démantelé par les nombreuses arrestations soviétiques effectuées juste avant la guerre et les Lituaniens ne constituaient qu'une petite minorité de la population de la ville. Par conséquent, le soulèvement était d'une ampleur moindre et ne débute que le 23 juin. Les rebelles prennent rapidement le contrôle de la poste, de la station de radio et d'autres institutions, avant de hisser un drapeau au-dessus de la tour de Gediminas. Vilnius tombe rapidement car la plupart des unités de l’Armée rouge stationnaient à l’extérieur de la ville. Ceux-ci se retirent alors assez rapidement. Les premières unités allemandes entrent dans la ville le 24 juin. La 7e Panzerdivision, commandée par Hans von Funck, s'attend à ce que l'Armée rouge résiste à Vilnius et prévoit de bombarder la ville.
Le 29e Rifle Corps, formé après la dissolution de l'armée lituanienne en 1940, compte environ 7 000 à 8 000 personnes d'ethnie lituanienne. La majorité d'entre eux ont déserté et commencent à se rassembler à Vilnius à partir du 24 juin. La 184e division de fusiliers, disloquée près de Varėna, est l'une des premières à faire face à la progression des Allemands. Profitant du chaos parmi les officiers russes, les Lituaniens réussissent à se séparer du corps principal avec seulement quelques pertes et se réunissent à Vilnius. Seuls 745 soldats de la 184e division atteignent la Russie. La 179e division de fusiliers reçoit l'ordre de se retirer de Pabradė – Švenčionėliai vers Pskov. Le 27 juin, la division franchit la frontière lituanienne au cours duquel et des soldats lituaniens se mutinent. Au moins 120 Lituaniens sont tués dans diverses fusillades alors qu'ils tentaient de déserter. Environ 1 500 à 2 000 soldats (sur 6 000) de la 179e division atteignent Nevel. Les Lituaniens espéraient que ces déserteurs constitueraient le noyau de la nouvelle armée lituanienne ; cependant, les troupes étaient organisées en bataillons de police et employées par les Allemands pour répondre à leurs besoins, notamment lors de la perpétration de la Shoah.

### Reste du pays
Le soulèvement s'étend à de nombreuses villes et villages. Le niveau des activités des rebelles varie beaucoup en Lituanie et le soulèvement est moins organisé, plus spontané et chaotique. Les hommes rejoignent le soulèvement même en n'ayant jamais entendu parler du Front des activistes lituaniens ni de la résistance organisée à Kaunas. Dans la plupart des régions, les rebelles suivent le schéma établi à Kaunas et à Vilnius : prendre le contrôle des institutions locales (surtout la police) et sécuriser les zones stratégiques. Les rebelles arrêtent également les militants soviétiques, libèrent des prisonniers politiques et hissent les drapeaux lituaniens. Le manque d'armements et de munitions se ressentant à travers le pays, le désarmement des troupes soviétiques s'étant rendues fournit la majorité de l'arsenal rebelle. Les poches de rébellion les plus actives se trouvent dans les districts de Švenčionys, Mažeikiai, Panevėžys et Utena. Dans certaines régions, nomment à Šiauliai, aucune activité n'est signalée. Dans la majorité des cas, les rebelles sont désarmés par les Allemands ; cependant, dans certaines institutions locales (police, divers comités) créées de facto par les rebelles ont ensuite été légalisées de jure.
Ainsi, en une semaine, l'armée allemande prend le contrôle de la totalité de la Lituanie. Ils sont acclamés par les Lituaniens qui voient en eux des libérateurs du régime répressif soviétique, espérant que ces derniers rétablissent leur indépendance, ou au moins permettent un certain degré d'autonomie (semblable à la République slovaque). Les nazis n’apportent cependant aucun soutien de ce type : ils remplacent progressivement les institutions lituaniennes par leur propre administration et déroulent leur planification nommée Generalplan Ost. Le Reichskommissariat Ostland est créé à la fin du mois de juillet 1941. Privé par l'occupant nazi de tout pouvoir réel, donc réduit à un rôle de marionnettes, ce gouvernement fantoche s'auto-dissout le 5 août 1941.